# ZLAN 2022
La ZLAN 2022 est la quatrième édition de la ZLAN, la compétition d'esport annuelle en réseau local (LAN) sur de multiples jeux (multigaming) organisée par ZeratoR.
La compétition a lieu du 8 au 10 avril 2022 à Lyon en France.

## Liste des jeux
Pour cette édition, 11 jeux ont été sélectionnés :
| Jeux                                                                              |
| --------------------------------------------------------------------------------- |
| Age of Empires IV                                                                 |
| Apex Legends                                                                      |
| Chamboule-tout (jeu surprise de la finale)                                        |
| Elden Ring                                                                        |
| Fall Guys: Ultimate Knockout                                                      |
| Hot Wheels Unleashed (jeu voté par le public)                                     |
| Pro Soccer Online                                                                 |
| Riders Republic                                                                   |
| Rocket League                                                                     |
| Worms W.M.D                                                                       |
| Zutom (adaptation du jeu télévisé Motus développée spécialement pour l'évènement) |

## Compétition

### Participants
75 équipes de trois, soit 225 joueurs, ont participé à cette édition. 40 de ces équipes sont composés de streamers tandis que les 35 autres équipes sont issus d'un tirage au sort parmi les inscrits réalisé le 8 mars 2022.
| Equipes              | Joueurs                                  |
| -------------------- | ---------------------------------------- |
| Slide Into DM        | Mickalow, Slide et Gotaga                |
| Rayenne'B'Fever      | Etoiles, Befresh et Kameto               |
| Old Garçons Sérieux  | Koko, Funka et TKL                       |
| FC Fleurs            | Ponce, Onutrem et Wingobear              |
| Les unités d'élites  | Moman, Berlu et Rivenzi                  |
| Marwhale and Co      | LittleBigWhale, Cokoooooo et Gom4rt      |
| Team JPG             | TheGuill84, Martinponk et Jimmyboyyy     |
| FC Clair             | KennyStream, Hqrdest et Nuja             |
| Team Pression        | Lyegaia, Kiuqsxn et Kitty                |
| Jobless              | Nateos, JL FakeMonster et JL Saitaike    |
| Tartes sur table     | Leaprima, Woody et Titavion              |
| Team MMA             | Arkantors, Malganyr et Mitsu             |
| Crewmad              | Madmoizelle, MissClicTV, Shakaam         |
| Challenger à 15 ans  | Aloonea, Evaluuna et Einifox             |
| Willogang            | Willokhlass, Kylex et Raksakoreko        |
| To Go Hard           | Bichard, Dragow et Fatou                 |
| Les Déglingos        | Rasmelthor, Maylie_TV et Zuka            |
| JL Réservistes       | LolyPokiCake, Lyden et Scurb             |
| Shonenvie            | Keolys, Frezzfire et Helliodar           |
| Gools                | Leaf, Shuh et Oslo                       |
| Team 28 Plus         | Sratuke, Tomtom et Galino                |
| Nokona               | Nawk_, Nozadah et Kocomen                |
| Barbe toi de là      | Sniiperrl, Signys et MPE                 |
| Kombinouze Cosmique  | BauerPartEnLive, Hugolisoir et Zetetone  |
| Gameward             | Marcote, Hidan_OW et Jimdz               |
| Gamingo Korp         | Gamingo, Neptune et Krimstation          |
| Orks Grand Poitiers  | Ravare, Liivoo et Idreak                 |
| Les Croustilles      | PastèqueHachée, Takamari et Jussetain    |
| Goal Keeper Décevant | Gaspow, D7RL et Kioss3000                |
| Bagarre Only         | Weesie, Lunium et FlashShad0w            |
| Aller Lequipe        | Sididi, Flachony et JackDarius           |
| Les Branquignoles    | Ciremyxx, Etitrane et Aikko              |
| Les Fraudes          | Cascacita, Femimarss et Lemed            |
| Glory4Builders       | Kiroko, Pegafil et Batou                 |
| La Team Burton       | RomainJacques_, Poppielala et Choopchoop |
| Mad Marx             | Softstyl, Malm et Aytheak                |
| Ghidrah              | AspigTV, Celezis et ANH_                 |
| Mercatoed            | Nykho, Titatitutu et Taaktm              |
| New Madness Bucket   | Maevys, Lebiggy et Niamor                |
| La KAP               | EL8KUN, Poneeeyclub et ArturRay          |

| Equipes               | Joueurs                              |
| --------------------- | ------------------------------------ |
| Les Topains           | Vooxs, Micata et Rragnar             |
| Le fun avant tout     | Monsthor, Haspik et Thaneiro         |
| Aldera RP             | Goostry, Mike_RS et Samouraicat      |
| Wati By Night         | Demssinho, Dilooooo et Blanchefesse  |
| Babinouze             | Alfatrick, Dirtdiver et Heaz         |
| Novariel              | Reymouth, Opoc et Jeremaier          |
| Skrow                 | MichouBidou_, Feno et Hatom1k        |
| Bizetim               | Guylemuscle, Darkq et Chipseater     |
| Malalfa               | Luoth_, Mercuro et Artiiom           |
| You All Noobz         | Archeat_, Leglaude et Leirbag        |
| Equipe de Mega Looser | UncleMagnion, Xehlas et Udamix       |
| Turbineagueuse        | Fleurdelotus, Solrinn et Sunergy     |
| Dankyweb              | Darkyubi, Yenko et Tiflo             |
| Culte de Cochonou     | Romf2Scary, Caprom et Gloups         |
| FC Zoul               | Manatio, Kubuuo et Migab             |
| Serynge               | Yoden, SilentStorm et Petunia        |
| Les Bogoss            | Lebojo, Axel_Corp et Sid             |
| Gaming Campus Paris   | V2V, Zockyr et Frymiixx              |
| Mamakodake            | Frutok, Loulou et Elox               |
| Les iodés fluorés     | Rintezuka, Kazz et MonsieurNif       |
| Team HTK              | HailToTheKing_R, Aza et Kapowrall    |
| Bouge ton Fac         | NairolFFS, Tearty et Alltendo        |
| IlEstShow             | CyriusRay, Julinho34630 et Yog       |
| Bar de Gérard         | Pacdac, Raugorn et Popi              |
| 7Crew                 | Osmoz, Pajeek et Narga               |
| Gios del Luna         | Mougly_75, Ozhidir et Djack          |
| Neuch Esport          | Lorkoz, Aurelhr et SnakeRaider       |
| Pixel                 | Maltires, Cor_Kirua et Jun           |
| Retraités E-Sport     | Delnah, Boo et Oscar                 |
| FC Tounu              | Fitzuko, FCT PetitPapier et Kyosabre |
| Pococo Gang           | Boosetti, Crushlux et Elmekki        |
| Team Crabe            | Neyross, Qualouche24 et Kwaz         |
| Lost Guys             | Nicsoby, Melioo et Trounoir          |
| La Terrine            | Alphapasta, Wicking et Kojack        |
| Schofseckel           | Cipixi, Ezek et Blackout             |

### Phases de groupe 1
Lors de la phase de groupe 1, les 75 trios ont été répartis en 4 groupes (3 groupes de 19 trios et 1 groupe de 18 trios). Les équipes se sont affrontés sur 5 jeux différents : Fall Guys: Ultimate Knockout (FG), Elden Ring (ER), Zutom (Z), Riders Republic (RR) et Apex Legends (AL).
Le nombre de points remportés par une équipe sur un jeu est égal au classement de cette équipe sur ce jeu (une première place ramène 1 point, une deuxième place ramène 2 points, etc.). Par conséquent, lors de cette phase de groupe, ce sont les 6 équipes de chaque groupe ayant le moins de points qui se qualifient pour la suite de la compétition.

#### Groupe 1
| Rang | Equipes             | FG | ER | Z  | RR | AL | Score |
| ---- | ------------------- | -- | -- | -- | -- | -- | ----- |
| 1    | Slide Into DM       | 5  | 1  | 3  | 2  | 1  | 12    |
| 2    | Mercatoed           | 2  | 2  | 9  | 1  | 2  | 16    |
| 3    | Les unités d'élites | 2  | 9  | 2  | 5  | 8  | 26    |
| 4    | To Go Hard          | 8  | 6  | 14 | 3  | 3  | 34    |
| 5    | Le fun avant tout   | 4  | 5  | 4  | 8  | 16 | 37    |
| 6    | Aldera RP           | 8  | 3  | 10 | 13 | 4  | 38    |
| 7    | Marwhale and Co     | 10 | 7  | 1  | 6  | 17 | 41    |
| 8    | La Team Burton      | 6  | 10 | 5  | 4  | 17 | 42    |
| 9    | Les Déglingos       | 7  | 12 | 7  | 7  | 11 | 44    |
| 10   | Jobless             | 1  | 13 | 11 | 15 | 9  | 49    |
| 11   | Tartes sur Table    | 14 | 4  | 13 | 8  | 17 | 56    |
| 12   | La KAP              | 16 | 11 | 6  | 11 | 13 | 57    |
| 13   | Skrow               | 15 | 8  | 16 | 18 | 5  | 62    |
| 14   | Wati By Night       | 12 | 13 | 19 | 12 | 7  | 63    |
| 15   | Babinouze           | 16 | 17 | 8  | 10 | 13 | 64    |
| 16   | Bizetim             | 19 | 13 | 12 | 17 | 6  | 67    |
| 17   | Les Topains         | 10 | 17 | 15 | 16 | 13 | 71    |
| 18   | Novariel            | 13 | 17 | 18 | 14 | 9  | 71    |
| 19   | Gamingo Korp        | 16 | 13 | 17 | 19 | 12 | 77    |

#### Groupe 2
| Rang | Equipes               | FG | ER | Z  | RR | AL | Score |
| ---- | --------------------- | -- | -- | -- | -- | -- | ----- |
| 1    | FC Clair              | 3  | 2  | 4  | 2  | 1  | 12    |
| 2    | Gameward              | 1  | 1  | 7  | 1  | 11 | 21    |
| 3    | Malalfa               | 3  | 5  | 3  | 3  | 11 | 25    |
| 4    | Équipe de Mega Looser | 5  | 4  | 8  | 7  | 6  | 30    |
| 5    | FC Fleurs             | 2  | 7  | 10 | 10 | 3  | 32    |
| 6    | Turbineagueuse        | 6  | 3  | 2  | 8  | 15 | 34    |
| 7    | FC Zoul               | 7  | 10 | 6  | 14 | 4  | 41    |
| 8    | Bagarre Only          | 7  | 11 | 12 | 9  | 5  | 44    |
| 9    | Culte du Cochonou     | 13 | 12 | 1  | 4  | 15 | 45    |
| 10   | Les Bogoss            | 7  | 6  | 14 | 13 | 9  | 49    |
| 11   | Donkyweb              | 12 | 14 | 18 | 6  | 2  | 52    |
| 12   | Nokona                | 11 | 13 | 11 | 4  | 17 | 56    |
| 13   | Serynge               | 13 | 14 | 5  | 16 | 8  | 56    |
| 14   | New Madness Bucket    | 10 | 16 | 19 | 10 | 7  | 62    |
| 15   | JL Réservistes        | 13 | 8  | 15 | 15 | 14 | 65    |
| 16   | Old Garçons Sérieux   | 17 | 9  | 17 | 12 | 13 | 68    |
| 17   | Team Pression         | 18 | 17 | 13 | 18 | 9  | 75    |
| 18   | You All Noobz         | 16 | 17 | 9  | 17 | 17 | 76    |
| 19   | Challenger à 15 ans   | 19 | 17 | 16 | 19 | 19 | 90    |

#### Groupe 3
| Rang | Equipes             | FG | ER | Z  | RR | AL | Score |
| ---- | ------------------- | -- | -- | -- | -- | -- | ----- |
| 1    | Shonenvie           | 1  | 1  | 8  | 2  | 1  | 13    |
| 2    | Barbe toi de là     | 8  | 5  | 5  | 3  | 2  | 23    |
| 3    | Bar de Gérard       | 3  | 6  | 1  | 12 | 3  | 25    |
| 4    | Team MMA            | 6  | 11 | 4  | 5  | 5  | 31    |
| 5    | Team HTK            | 11 | 4  | 2  | 4  | 11 | 32    |
| 6    | Orks Grand Poitiers | 2  | 12 | 10 | 1  | 7  | 32    |
| 7    | Gaming Campus Paris | 5  | 10 | 15 | 7  | 4  | 41    |
| 8    | Ghidrah             | 17 | 13 | 7  | 6  | 8  | 41    |
| 9    | Les Branquignoles   | 10 | 2  | 14 | 11 | 12 | 49    |
| 10   | Mamakodake          | 7  | 9  | 16 | 10 | 12 | 54    |
| 11   | Rayenne'B'Fever     | 4  | 13 | 17 | 7  | 14 | 55    |
| 12   | Neuch Esport        | 8  | 7  | 11 | 14 | 16 | 56    |
| 13   | IlEstShow           | 12 | 8  | 12 | 9  | 17 | 58    |
| 14   | Les iodés fluorés   | 15 | 16 | 6  | 13 | 9  | 59    |
| 15   | Les Fraudes         | 12 | 17 | 9  | 15 | 6  | 59    |
| 16   | Bouge ton Fac       | 12 | 14 | 3  | 19 | 17 | 65    |
| 17   | 7CREW               | 16 | 18 | 13 | 17 | 14 | 78    |
| 18   | Zombinouze Cosmique | 17 | 18 | 19 | 18 | 9  | 81    |
| 19   | Gios del Luna       | 19 | 15 | 18 | 16 | 17 | 85    |

#### Groupe 4
| Rang | Equipes              | FG | ER | Z  | RR | AL | Score |
| ---- | -------------------- | -- | -- | -- | -- | -- | ----- |
| 1    | Gools                | 1  | 1  | 6  | 1  | 1  | 10    |
| 2    | Team 28 Plus         | 2  | 5  | 2  | 4  | 5  | 18    |
| 3    | Goal Keeper Décevant | 3  | 3  | 12 | 1  | 3  | 22    |
| 4    | Team JPG             | 7  | 2  | 10 | 3  | 5  | 27    |
| 5    | FC Tounu             | 5  | 8  | 5  | 6  | 8  | 32    |
| 6    | Lost Guys            | 5  | 6  | 4  | 5  | 12 | 32    |
| 7    | Les Croustilles      | 4  | 10 | 1  | 10 | 15 | 40    |
| 8    | Mad Marx             | 9  | 7  | 3  | 10 | 13 | 42    |
| 9    | Willogang            | 8  | 4  | 11 | 17 | 7  | 47    |
| 10   | Team Crabe           | 14 | 11 | 8  | 9  | 9  | 51    |
| 11   | Pococo Gang          | 11 | 15 | 14 | 12 | 2  | 54    |
| 12   | Pixel                | 16 | 9  | 7  | 8  | 15 | 55    |
| 13   | Retraités E-Sport    | 11 | 12 | 9  | 14 | 9  | 55    |
| 14   | Crewmad              | 9  | 14 | 17 | 7  | 9  | 56    |
| 15   | Aller Lequipe        | 15 | 12 | 15 | 15 | 4  | 61    |
| 16   | La Terrine           | 17 | 15 | 13 | 13 | 14 | 72    |
| 17   | Glory4Builders       | 13 | 15 | 18 | 18 | 17 | 81    |
| 18   | Schofseckel          | 18 | 15 | 16 | 16 | 17 | 82    |

### Phase de groupe 2
Lors de la phase de groupe 2, les 24 trios restants ont été répartis en 4 groupes de 6 trios. Les équipes se sont affrontés sur 5 jeux différents : Worms WMD (W), Age of Empires IV (AoE), Fall Guys: Ultimate Knockout (FG), Apex Legends (AL) et Hot Wheels Unleashed (HW).
Le nombre de points remportés par une équipe sur un jeu est égal au classement de cette équipe sur ce jeu (une première place ramène 1 point, une deuxième place ramène 2 points, etc.). Par conséquent, lors de cette phase de groupe, ce sont les 2 équipes de chaque groupe ayant le moins de points qui se qualifient pour la suite de la compétition.

#### Groupe 1
| Rang | Equipes               | W | AoE | FG | AL | HW | Score |
| ---- | --------------------- | - | --- | -- | -- | -- | ----- |
| 1    | Slide Into DM         | 1 | 1   | 1  | 1  | 1  | 5     |
| 2    | Goal Keeper Décevant  | 1 | 2   | 4  | 3  | 1  | 11    |
| 3    | Équipe de Mega Looser | 1 | 4   | 1  | 5  | 6  | 17    |
| 4    | Barbe toi de là       | 1 | 6   | 6  | 2  | 3  | 18    |
| 5    | Lost Guys             | 5 | 5   | 3  | 4  | 3  | 20    |
| 6    | FC Tounu              | 5 | 3   | 5  | 5  | 5  | 23    |

#### Groupe 2
| Rang | Equipes             | W | AoE | FG | AL | HW | Score |
| ---- | ------------------- | - | --- | -- | -- | -- | ----- |
| 1    | FC Clair            | 5 | 1   | 1  | 1  | 1  | 9     |
| 2    | To Go Hard          | 1 | 2   | 3  | 4  | 2  | 12    |
| 3    | Team HTK            | 2 | 3   | 5  | 4  | 3  | 17    |
| 4    | Orks Grand Poitiers | 2 | 4   | 4  | 3  | 5  | 18    |
| 5    | Team 28 Plus        | 2 | 6   | 2  | 6  | 4  | 20    |
| 6    | Bar de Gérard       | 6 | 5   | 5  | 2  | 6  | 24    |

#### Groupe 3
| Rang | Equipes        | W | AoE | FG | AL | HW | Score |
| ---- | -------------- | - | --- | -- | -- | -- | ----- |
| 1    | Mercatoed      | 2 | 1   | 1  | 2  | 1  | 7     |
| 2    | FC Fleurs      | 1 | 3   | 2  | 6  | 3  | 15    |
| 3    | Shonenvie      | 2 | 6   | 5  | 1  | 2  | 16    |
| 4    | Turbineagueuse | 2 | 4   | 3  | 4  | 6  | 19    |
| 5    | Malalfa        | 5 | 2   | 4  | 5  | 4  | 20    |
| 6    | Team JPG       | 6 | 5   | 6  | 3  | 5  | 25    |

#### Groupe 4
| Rang | Equipes             | W | AoE | FG | AL | HW | Score |
| ---- | ------------------- | - | --- | -- | -- | -- | ----- |
| 1    | Gools               | 2 | 1   | 1  | 1  | 1  | 6     |
| 2    | Gameward            | 1 | 2   | 2  | 2  | 2  | 9     |
| 3    | Le fun avant tout   | 2 | 3   | 4  | 6  | 3  | 18    |
| 4    | Les unités d'élites | 2 | 5   | 3  | 4  | 6  | 20    |
| 5    | Team MMA            | 2 | 6   | 6  | 3  | 5  | 22    |
| 6    | Aldera RP           | 6 | 4   | 5  | 5  | 4  | 24    |

### Phase à élimination directe
Les quarts de finale ont été joué sous le format BO3 (première équipe qui gagne deux manches l'emporte), les demis sous le format BO5 (première équipe qui gagne trois manches l'emporte) et la finale sous le format BO7 (première équipe qui gagne trois manches l'emporte).

Les quarts et demis avaient la même formule :
- Première manche jouée sur le jeu sélectionné par l'équipe A
- Deuxième manche jouée sur le jeu sélectionné par l'équipe B
- La ou les manches suivantes jouées sur le ou les jeux tirés au sort

Pour la finale, la formule était équivalente :
- Première manche jouée sur le jeu surprise
- Deuxième manche jouée sur le jeu sélectionné par l'équipe A
- Troisième manche jouée sur le jeu sélectionné par l'équipe B
- Manches suivantes jouées sur les jeux tirés au sort

|  | Quarts de finale     | Quarts de finale |               |   | Demi-finales | Demi-finales |  |  | Finale | Finale |
|  | Quarts de finale     | Quarts de finale |               |   | Demi-finales | Demi-finales |  |  | Finale | Finale |
|  |                      |                  |               |   |              |              |  |  |        |        |
|  |                      |                  |               |   |              |              |  |  |        |        |
|  |                      |                  |               |   |              |              |  |  |        |        |
|  | Slide Into DM        | 2                |               |   |              |              |  |  |        |        |
|  | Slide Into DM        | 2                |               |   |              |              |  |  |        |        |
|  | Gameward             | 1                |               |   |              |              |  |  |        |        |
|  | Gameward             | 1                | Slide Into DM | 1 |              |              |  |  |        |        |
|  |                      |                  | Slide Into DM | 1 |              |              |  |  |        |        |
|  |                      | Gools            | 3             |   |              |              |  |  |        |        |
|  | Gools                | Gools            | 3             | 2 |              |              |  |  |        |        |
|  | Gools                |                  |               | 2 |              |              |  |  |        |        |
|  | Goal Keeper Décevant | 1                |               |   |              |              |  |  |        |        |
|  | Goal Keeper Décevant | 1                | Gools         | 4 |              |              |  |  |        |        |
|  |                      |                  | Gools         | 4 |              |              |  |  |        |        |
|  |                      | Mercatoed        | 1             |   |              |              |  |  |        |        |
|  | FC Clair             | Mercatoed        | 1             | 2 |              |              |  |  |        |        |
|  | FC Clair             |                  |               | 2 |              |              |  |  |        |        |
|  | FC Fleurs            | 0                |               |   |              |              |  |  |        |        |
|  | FC Fleurs            | 0                | FC Clair      | 1 |              |              |  |  |        |        |
|  |                      |                  | FC Clair      | 1 |              |              |  |  |        |        |
|  |                      | Mercatoed        | 3             |   |              |              |  |  |        |        |
|  | Mercatoed            | Mercatoed        | 3             | 2 |              |              |  |  |        |        |
|  | Mercatoed            |                  |               | 2 |              |              |  |  |        |        |
|  | To Go Hard           | 1                |               |   |              |              |  |  |        |        |
|  | To Go Hard           | 1                |               |   |              |              |  |  |        |        |

#### Quarts de finale
Le premier quart de finale opposa Slide Into DM à Gameward. C'est la première équipe qui remporta le match 2-1 en remportant la première manche sur Age of Empires IV (1-0), puis en perdant sur Rocket League (1-1) et en gagnant la troisième manche sur Worms W.M.D (2-1).
Le deuxième quart de finale opposait Gools à Goal Keeper Décevant. C'est Gools qui l'emporta en gagnant la première manche sur Pro Soccer Online (1-0), en perdant sur Rocket League (1-1), puis en s'imposant finalement sur Apex Legends (2-1).
Le troisième quart de finale a vu s'imposer le FC Clair face au FC Fleur sur le score de 2 manches à 0. Le FC Clair l'emporta sur Apex Legends (1-0) puis sur Worms W.M.D (2-0).
Le quatrième quart de finale a été synonyme d'élimination de l'équipe To Go Hard face à l'équipe Mercatoed. Cette dernière l'emporta sur Pro Soccer Online (1-0) puis s'inclina sur Apex Legends (1-1). L'équipe Mercatoed s'imposa finalement sur Age of Empires IV (2-1).

#### Demi-finales
La première demi-finale opposa Slide Into DM à Gools et c'est cette dernière qui l'emporta. Slide Into DM a perdu les deux premières manches sur Age of Empires IV (0-1) puis sur Pro Soccer Online (0-2), avant de revenir au score grâce à une victoire sur Elden Ring (1-2). Finalement, Gools remporta la quatrième manche sur Hot Wheels Unleashed (1-3) et se qualifia en finale.
La seconde demi-finale a vu s'incliner le FC Clair face à Mercatoed. Au bout de deux manches, le score était de 1-1 à la suite de la victoire de Mercatoed sur Rocket League (0-1) et celle du FC Clair sur Apex Legends (1-1). Les deux manches suivantes furent toutes deux remportées par Mercatoed, sur Elden Ring (1-2) puis sur Hot Wheels Unleashed (1-3), synonyme de qualification en finale.

#### Finale
La finale s'est jouée sous le format BO7 et c'est l'équipe Gools (Leaf, Shuh et Oslo) qui l'emporta face à l'équipe Mercatoed (Nykho, Titatitutu et Taak) sur le score de 4-1.
La première manche, qui s'est jouée au chamboule-tout (jeu surprise), a vu l'équipe Mercatoed l'emporter. La deuxième manche, qui s'est jouée sur Apex Legends, jeu sélectionné par l'équipe Gools, a été remporté par cette dernière, menant alors le score de la finale à 1-1. À l'occasion de la troisième manche, l'équipe Mercatoed avait sélectionné le jeu Riders Republic mais c'est l'équipe Gools qui l'emporta et qui passa devant au score de cette finale (2-1).
Les manches suivantes se sont ensuite jouées sur des jeux tirés au sort et c'est l'équipe Gools qui a fini par remporter la finale sur le score de 4 manches à 1 en remportant la quatrième manche sur Age of Empires IV, puis la cinquième manche sur Worms W.M.D.
Leaf, membre de l'équipe Gools, remporte ainsi sa première ZLAN après avoir perdu la finale de l'édition précédente avec une autre équipe. C'est également un premier titre pour Oslo et Shuh. Du côté de l'équipe Mercatoed, Nykho échoue à ajouter une deuxième ZLAN à son palmarès, lui qui avait gagné, en 2019, la première édition en compagnie de Wingobear (cette édition avait été jouée en duo). La défaite de l'équipe Mercatoed est également synonyme de deuxième défaite en finale pour Titatitutu. En effet, il avait déjà échoué à l'emporter en 2019 en s'inclinant face à Nykho, son coéquipier pour cette édition 2022, et Wingobear.